# Catedral de Santa María (Tuy)
La catedral de Santa María de Tuy es, junto con la concatedral de Vigo, una de las sedes episcopales de la Diócesis de Tuy-Vigo, en Galicia, España. La ciudad de Tuy se localiza en el extremo sur de la provincia de Pontevedra, junto al límite con Portugal, y está bañada por el río Miño. En 1959, el nombre original de la diócesis: "Diócesis de Tuy" fue modificado por el de Diócesis de Tuy-Vigo y se designó como concatedral a la colegiata de Santa María de Vigo. La catedral de Tuy es el máximo exponente artístico de la ciudad y se encuentra situada en la parte más elevada de la ciudad en un castro (Tude) sobre una colina.
Su construcción se inició en 1120 y fue finalizada en 1180, en pleno estilo de la arquitectura románica. Tal como ocurrió con numerosas otras catedrales, tuvo reformas importantes en diversas épocas, principalmente en el estilo gótico que modificaron, entre otros aspectos de la catedral, su fachada principal datada aproximadamente del año 1225.
Es Bien de Interés Cultural desde 1931.

## Historia

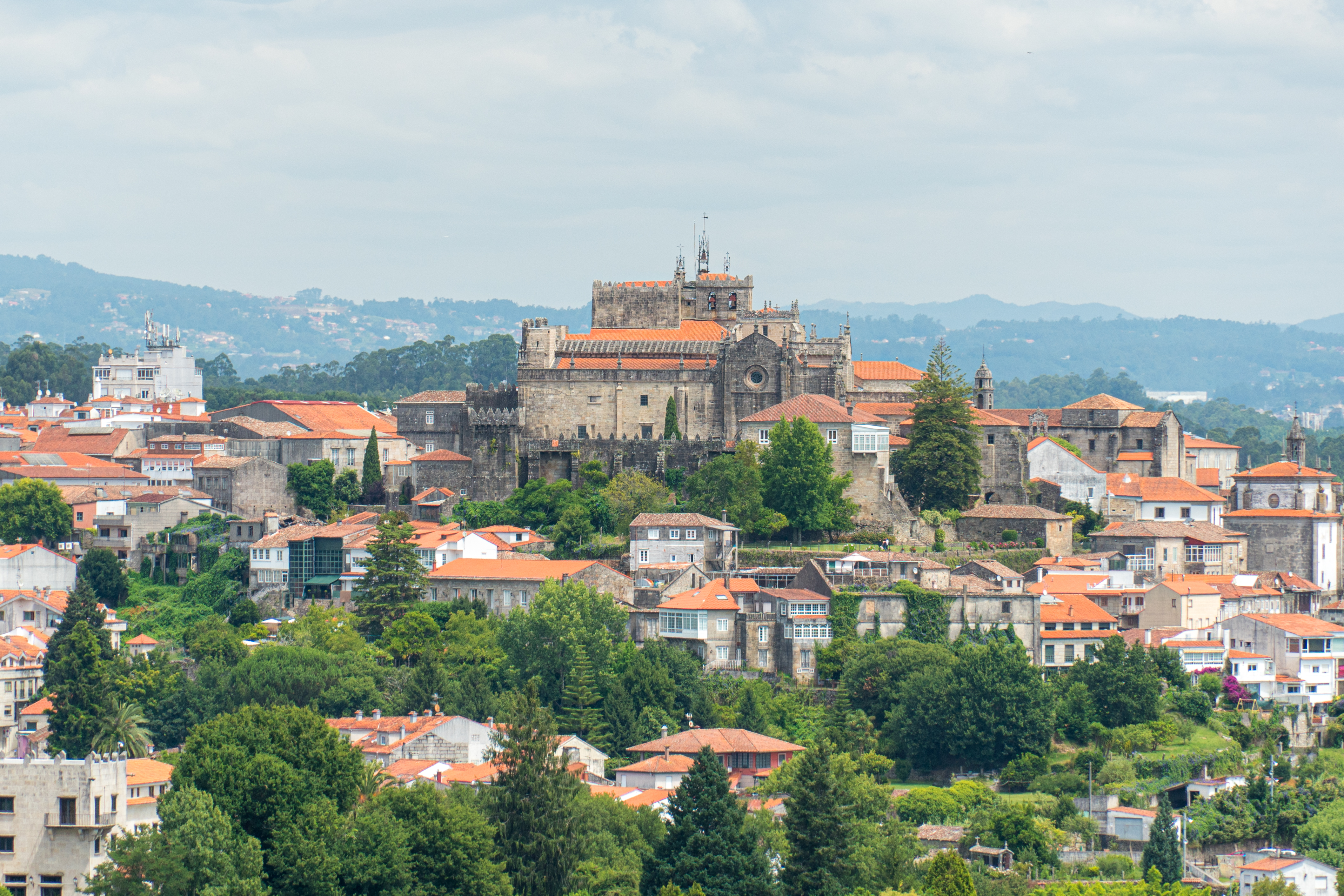
Vista panorámica desde la Fortaleza de Valença, en Portugal

Su construcción se inició a finales del siglo XI y se menciona por primera vez en 1095, en el documento de donación de los Condes de Galicia, Raimundo de Borgoña y Urraca. Se cree que sus constructores tomaron el modelo de la catedral de Santiago de Compostela, con girola y transepto de tres naves. El estilo inicial es el románico, con una extraordinaria riqueza y variedad. La influencia arquitectónica de la catedral se extendió a toda la región del Miño gallego y portugués en donde las iglesias parroquiales y monacales conservadas mantienen las formas decorativas del románico tudense. Son ejemplos en la parte gallega: Santa María de Tomiño, San Miguel de Pexegueiro, Santa María de Tebra, San Salvador de Budiño, y en la parte portuguesa: Salvador de Ganfei, São Fins de Friestas, São João de Longos Vales, São Salvador de Bravães, São Cristóvão de Río Mau, São Pedro de Rubiães.
La solución exterior del templo tudense también abrigó formas originales, tanto por su sobriedad como por su elegancia, al partir de paramentos libres de volúmenes y sólo alternados por el juego de ventanas románicas. En los extremos del edificio catedralicio se diseñaron las torres, dos y dos en los extremos del transepto, y dos torreones en los pies. Estas líneas afirmaban el carácter y firmeza del edificio, tendiendo a otorgarle un aspecto defensivo, el que sería reforzado en 1424 con la torre de San Andrés en la parte norte, y la torre de Soutomaior en el ángulo suroeste del claustro gótico, en 1408. Las torres del transepto serían desmochadas en el siglo XVIII sobreviviendo solamente la torre de las campanas.

## Construcción románica

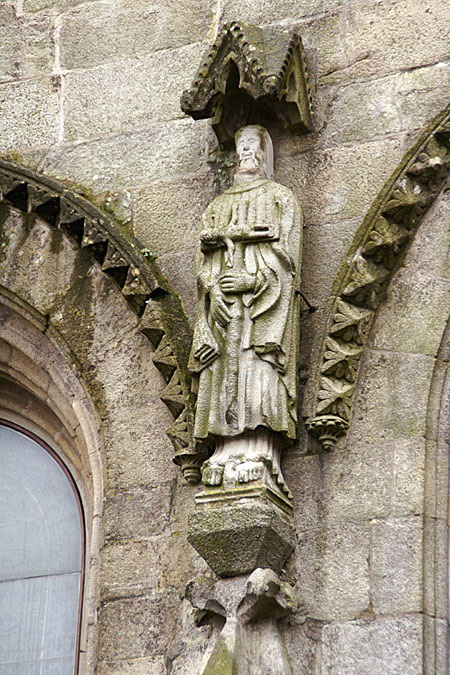
Caballero templario en el exterior

Las obras románicas hasta el transepto estarían acabadas a mediados de la centuria, 1156, coincidiendo con la muerte del obispo Pelayo Menéndez, gran impulsor de sus obras y de la instauración en 1138 de la regla de San Agustín en el Cabildo.

### Transepto

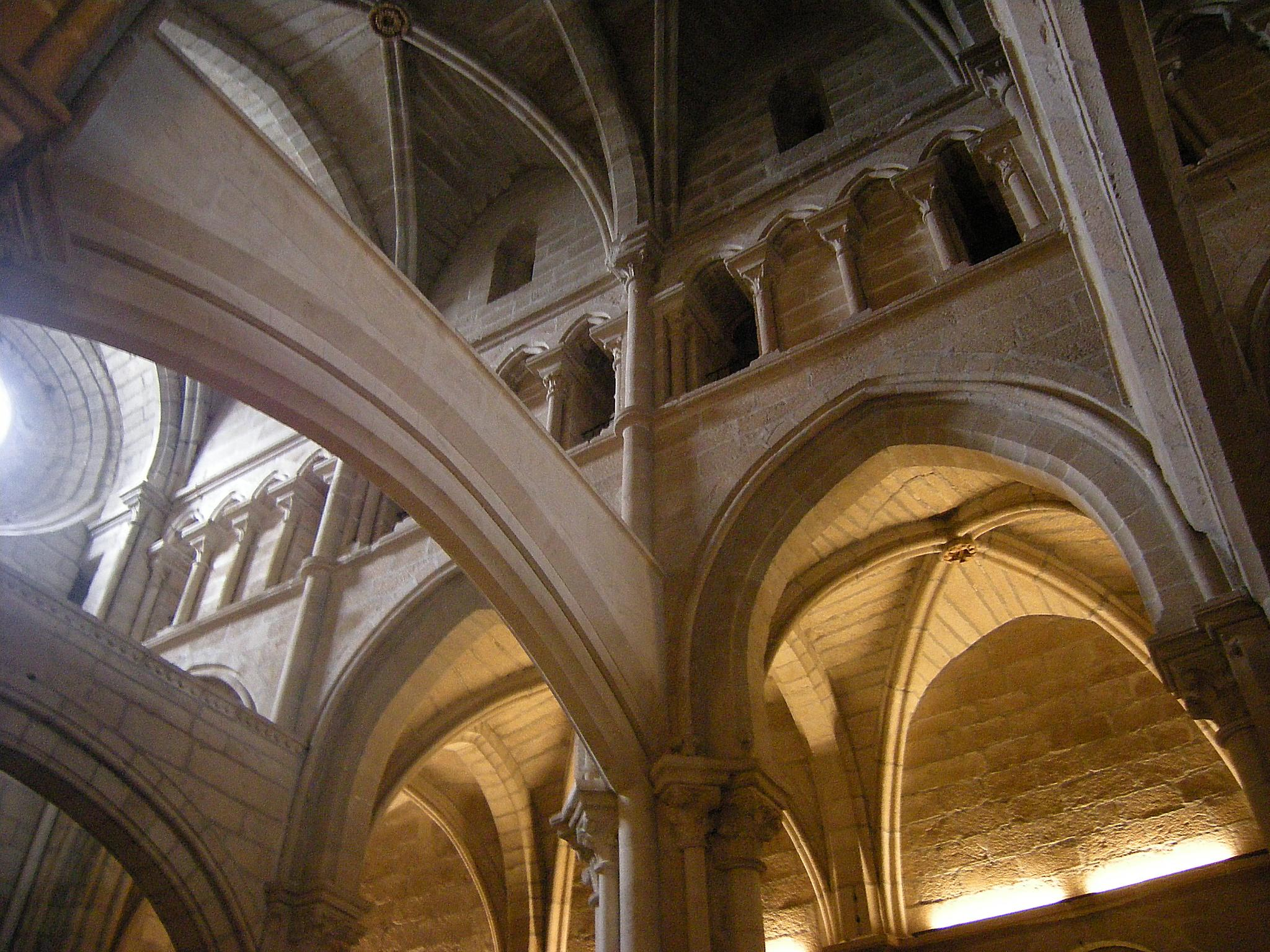
Interior

El transepto tiene para su sustentación arcos fajones de medio punto peraltados que se repiten en las capillas de la cabecera, lo que permite que los capiteles aporten una gran riqueza decorativa con elementos vegetales y también con una importante colección del bestiario medieval: grifos, leones, harpías, sagitarios, monstruos, anfisbenas, etc. Los capiteles historiados también tienen cabida, con uno dedicado al Natividad y Adoración de los reyes magos, con la curiosa representación de la Virgen en una cama junto al niño Jesús.

### Sala capitular
Importante ejemplo románico es la Sala Capitular, datada en el año 1138, está considera como la mayor sala capitular de las catedralicias en España. Consta de una arquería de ocho arcos apeados en columnas pareadas y un arco central de entrada. Conserva parte de los capiteles, la mayoría rotos por haberse adaptado la sala a otros quehaceres a partir del siglo XVI en que entra en desuso. Los capiteles visibles contienen motivos vegetales y carneros luchando y una loba amamantando a su lobezno.

### Portada norte

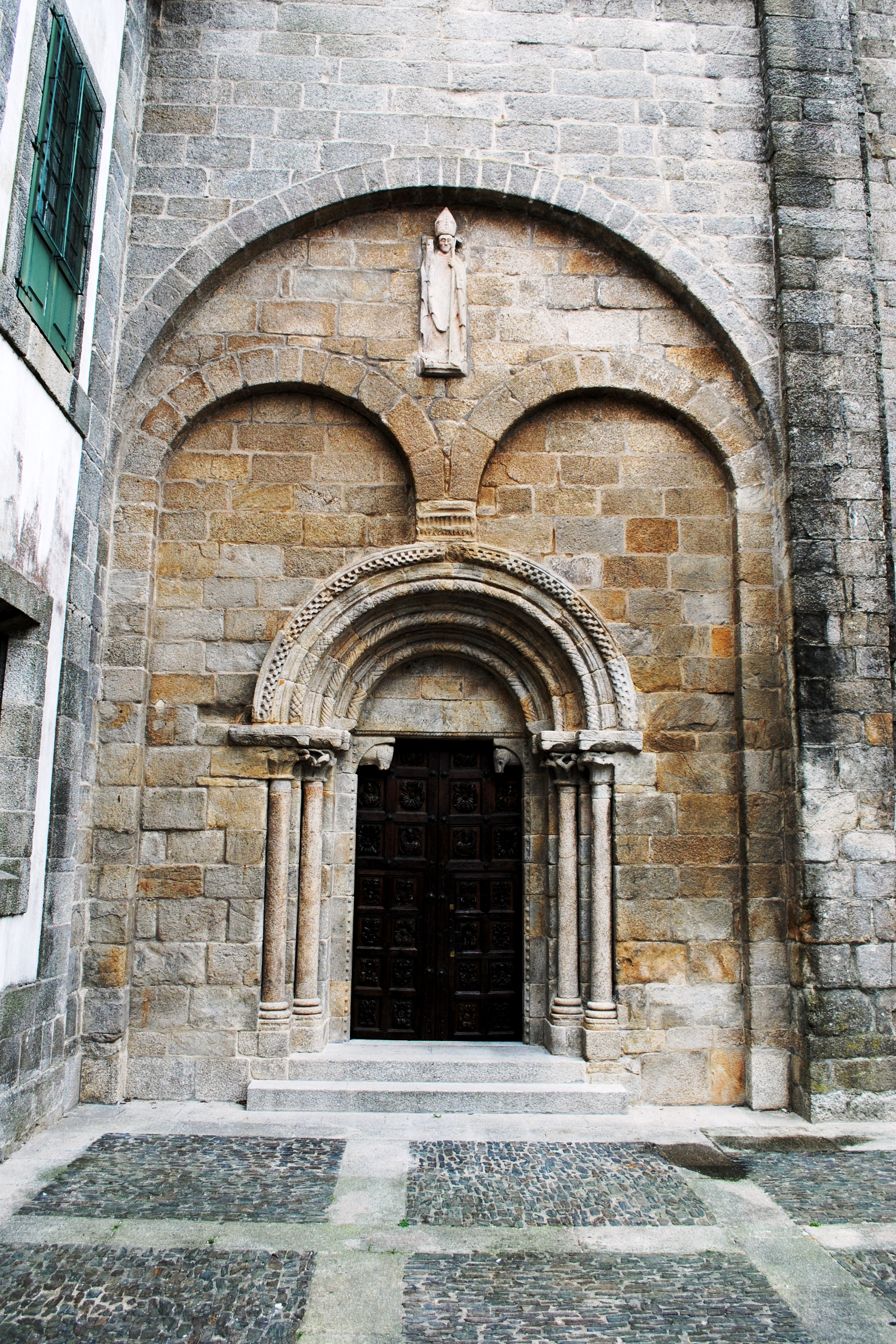
Portada septentrional

La portada norte, es en estilo románico menos la parte superior que se finalizó en la época gótica. A pesar de la sobriedad de sus formas tiene la originalidad de sus soluciones decorativas y estructurales. Un doble arco cobija bola portada, con triple arquivolta, las primeras en sogueado y el trasdós en ajedrezado. Las mochetas que sostienen el tímpano representan a un oso y a lobo.

## Construcción gótica
En el último cuarto del siglo XII la catedral de Tuy se completaría en estilo gótico, principalmente en su nave longitudinal y las bóvedas.

### Portada principal

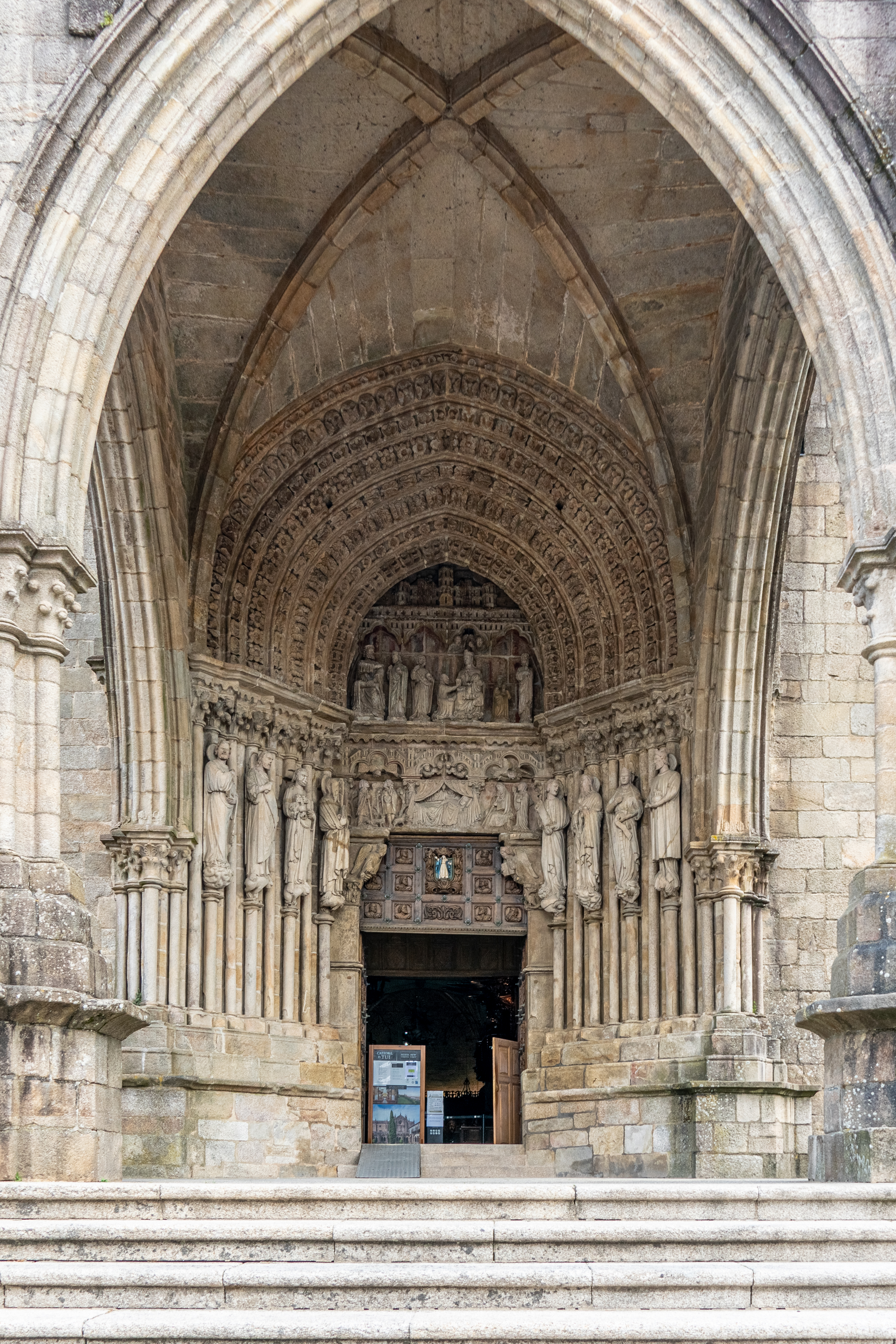
Entrada principal

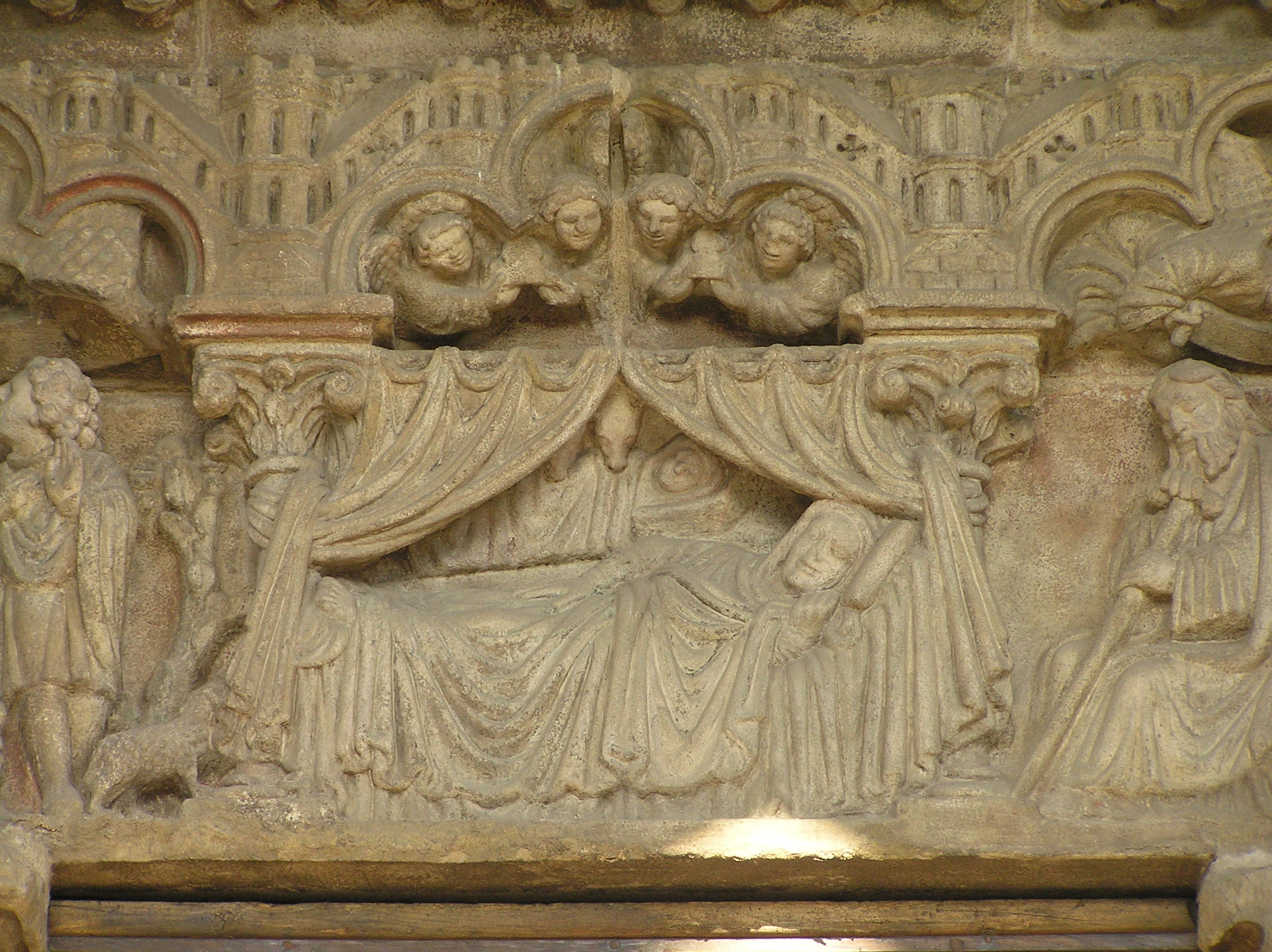
Detalle del Nacimiento donde se ve a la Virgen en una cama

El cierre del conjunto, en su fachada occidental, aportaría la excepcional portada gótica de la Catedral de Tuy. Esta portada está considerada el primer conjunto escultórico gótico de la península ibérica, además de esta singularidad se añade la originalidad de su disposición que la hacen única. La obra está atribuida a canteros franceses, relacionados con Laon, Sens, y Chartres. Las estatuas columnas de la izquierda muestran a Moisés, Isaías, San Pedro y San Juan Bautista, mientras que las de la derecha tendríamos a Jeremías y Daniel y Berenguela de Barcelona o Urraca de Portugal y a Alfonso IX o Fernando II de León, reyes y reinas que favorecieron la construcción de la catedral. El tímpano se desarrolla con el ciclo de la Natividad; el registro inferior muestra la Anunciación, el Nacimiento (con la Virgen en una cama, como ya se había visto en un capitel historia del interior del templo) y la Anunciación a los Pastores. En el registro superior está la entrevista de los Reyes Magos con Herodes y la Adoración de los Reyes. La portada estaría finalizada en el año 1225 cuando el obispo Esteban Egea consagra la Catedral. La portada occidental se complementa con un pórtico realizado hacia 1250, y que prolonga el espacio sagrado del templo hacia la plaza que está en frente del edificio.

### Claustro

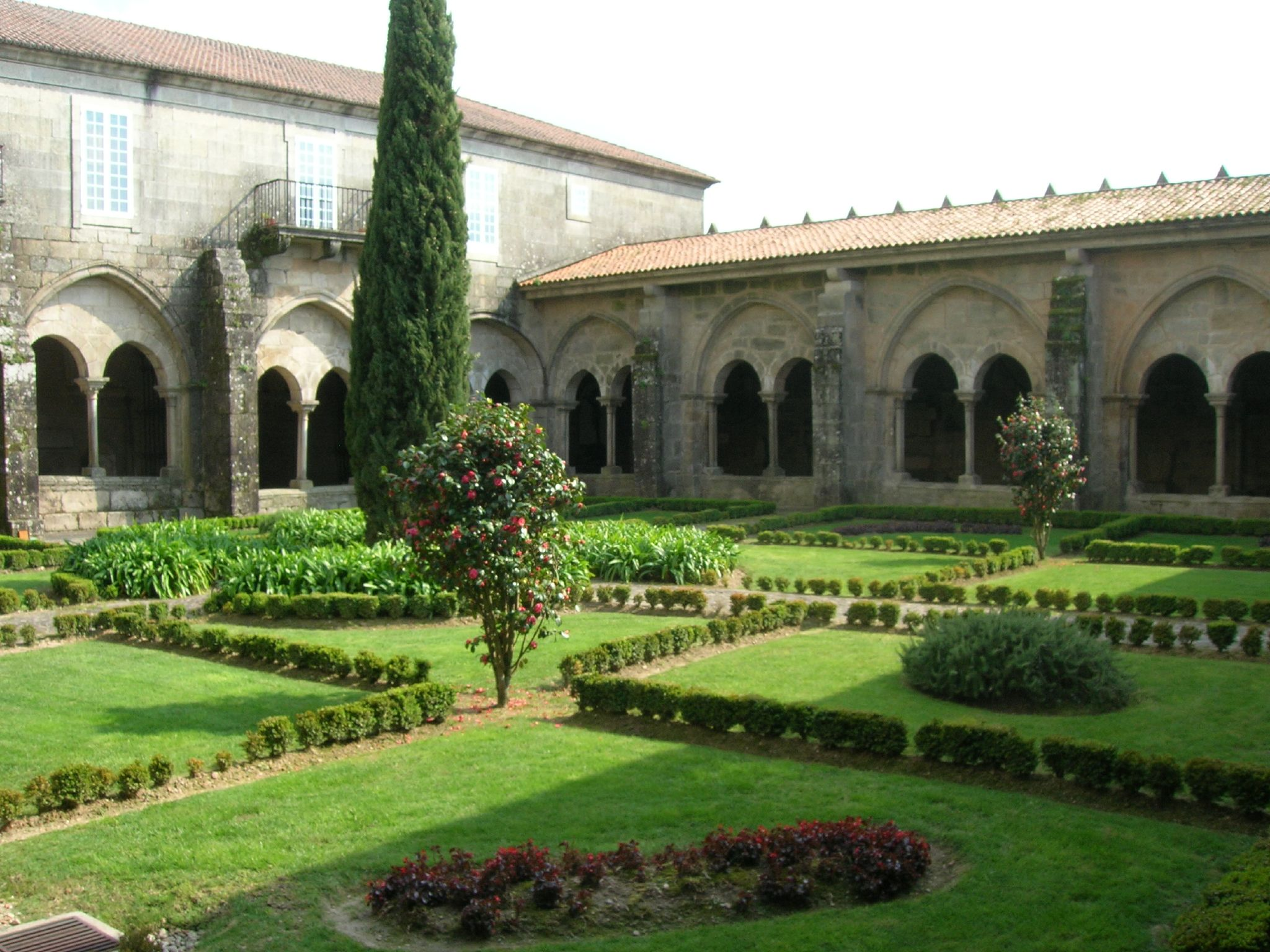
Claustro

Otro importante elemento gótico de la catedral de Tuy es su claustro, único medieval conservado de todas las catedrales gallegas, además de por sus considerables dimensiones. El claustro fue realizado en la segunda mitad del siglo XIII, en estilo gótico cisterciense. Sufrió una importante restauración en 1408 por peligro de ruina del muro sur, momento en el cual se integraron varios enterramientos góticos y la torre defensiva de su ángulo suroeste.
En el año 1424 se añadió al costado norte de la catedral la torre de San Andrés, capilla funeraria del Obispo Juan Fernandes de Soutomaior II, esta torre constituye un ejemplo del carácter de fortaleza del templo tudense.
Entre 1482 y 1485 el obispo Diego de Muros añadiría al costado sur y sobre la vieja capilla de Santa Catalina una gran torre-palacio, ejemplo de la escasa arquitectura gótica civil gallega.
La catedral sufrió su última gran obra medieval a fines del siglo XV. Entre el año 1495 y 1499 se reformó toda la cabecera románica, transformándose en un testero triple y plano que ahonda la verticalidad y función defensiva del edificio. El motivo de esta importante transformación tuvo lugar por el peligro de ruina que debía tener esta parte del templo, sin duda originada por las constantes guerras que asolaron Tuy en el siglo XV, sobre todo entre 1467, Revolución Irmandiña, y en 1480 con las guerras nobiliares y de Sucesión a la Corona de Castilla entre Afonso V de Portugal y los Reyes Católicos.

## Obras posteriores
El cimborrio sería rehecho por el obispo Diego de Avellaneda en el año 1530. En este siglo XVI, la capilla de San Telmo aportó el primer espacio propio para el santo dominico cuyos restos se custodian en esta catedral, siendo realizada la obra por el obispo Diego de Torquemada en 1579. En el año 1732 se ampliaría la capilla, prolongándola longitudinalmente hacia oriente, y formando un espacio urbano a la espalda de la catedral de gran belleza, la plaza de la Misericordia. En su interior destaca el retablo de la Expectación, el órgano y el altar relicario de la Capilla de las Reliquias, ambos del siglo XVIII. En la capilla mayor está situado el coro realizado en 1699.

## Museo catedralicio
En la antigua capilla de Santa Catalina se encuentra el Museo Catedralicio con las piezas del tesoro, entre las que destacan:
- Copón de coco (siglo XV).
- Talla de la Virgen la Patrona (siglo XIV).
- Lamentación de Cristo muerto, fragmento del viejo retablo mayor de (1520). Piedra caliza.